# Даренко, Вадим Всеволодович
Вади́м Все́володович Да́ренко (укр. Вадим Всеволодович Даренко; род. 16 октября 1949, Кировоград) — советский и украинский футбольный тренер

## Биография
Воспитанник футбольной школы кировоградской «Звезды», в 1966—1968 годах играл за дублирующий состав команды. Позже был игроком знаменского «Локомотива» и других любительских клубов, выступавших в соревнованиях коллективов физкультуры. На профессиональном уровне не выступал
На тренерской работе с 1975 года. В 1975—1976 годах тренер-преподаватель в кировоградской ДЮСШ-2. В 1976 году закончил Кировоградский пединститут им. Пушкина по специальности «Преподаватель физического воспитания» и в том же году был назначен на должность заместителя директора ДЮСШ-2, на которой находился до 1984 года. Затем стал тренером основной команды «Звезды», проработал там последующие три года. В 1988—1994 годах — директор клубной ДЮСШ кировоградской команды, в 1994—1996 работал в той же ДЮСШ на должности старшего тренера-преподавателя. В 1996—1999 возглавлял ДЮСШ кировоградского городского спорткомитета. Параллельно в 1997 году работал тренером юношеской сборной Украины (до 16 лет), а в 1998—1999 был помощником главного тренера ливийского «Аль-Иттихада»
После возвращения в Кировоград, в 1999 году стал тренером-преподавателем в Государственной лётной академии Украины и возглавил вузовскую команду «Икар-ГЛАУ», выступавшую в чемпионате Кировоградской области и любительском чемпионате Украины. С командой неоднократно становился чемпионом Кировоградщины, а в 2004 году стал чемпионом Украины среди команд вузов. В 2004 году ряд игроков «Икара», вместе с Даренко были приглашены в «Звезду», которая к тому времени вылетела из высшей лиги чемпионата Украины испытывала серьёзные финансовые проблемы. Даренко стал главным тренером, и проработал на этой должности до декабря 2004 года. В 2005 году был приглашён в запорожский «Металлург», где в 2005—2012 годах работал на должностях старшего тренера дубля, главного тренера «Металлурга-2» во второй лиге и заместителя директора клубной ДЮСШ. В 2012 году вернулся в Кировоград, где стал директором клубной академии и руководителем программы развития детско-юношеского и молодёжного футбола. Параллельно с работой с молодёжью, в 2015—2016 годах был тренером в штабе Сергея Лавриненко, в основной команде клуба
Имеет тренерскую лицензию УЕФА «А». В 2008 году получил почётное звание «Заслуженный работник физической культуры и спорта Украины». Среди воспитанников — Виталий Лисицкий, Игорь Бажан, Андрей Русол, Валерий Михайленко